# Elaphanthera baumannii
Elaphanthera baumannii är en sandelträdsväxtart som först beskrevs av Hans Ulrich Stauffer, och fick sitt nu gällande namn av N. Hall&é. Elaphanthera baumannii ingår i släktet Elaphanthera och familjen sandelträdsväxter. Inga underarter finns listade i Catalogue of Life.